# فري ستوديو
فري ستوديو (بالإنجليزية: Free Studio)‏ عبارة عن مجموعة برامج الوسائط المتعددة المجانية التي طورتها دي في دي فيديو سوفت. تتوفر البرامج في حزمة واحدة متكاملة وأيضًا كتنزيلات منفصلة (يتم تضمين "فري ستوديو مانيجر" في كليهما).

## ملخص
تتكون حزمة برامج فري ستوديو من حوالي 48 برنامجًا، مجمعة في عدة أقسام: "يوتيوب"، "MP3 & صوت"، "CD-DVD-BD"، "DVD وفيديو"، "صور"، "هواتف"، "آبل ديفيسيز"، و"ثلاثي الأبعاد". المجموعة الأكبر هي قسم DVD والفيديو الذي يحتوي على 14 تطبيقًا مختلفًا. قسم الهواتف المحمولة هو ثاني أكبر مجموعة حيث يحتوي على 13 برنامجًا. ومع ذلك، اكتسب قسم اليوتيوب، وخاصة برامج تنزيل اليوتيوب، شعبية أكبر بين المستخدمين. لقد تم اختبار البرامج واعتمادها من قبل عشرات من بوابات البرمجيات وفازت بجوائز من هذه المواقع. أما فيما يتعلق بالتركيبة السكانية، فإن فري ستوديو يتمتع بأعلى شعبية في ألمانيا واليونان وإيطاليا والولايات المتحدة. كما أنها تحظى بشعبية كبيرة في اليابان وفرنسا والمملكة المتحدة. بعض البرامج الموجودة في الحزمة مفتوحة المصدر.

## تاريخ
تم إطلاق مشروع دي في دي فيديو سوفت في عام 2006 بواسطة شركة ديجيتال ويف. بهدف تطوير وإنتاج تطبيقات الوسائط المتعددة. قام المؤسسون بتوزيع برمجيات مدفوعة الأجر كشركة تابعة في البداية، وفي وقت لاحق ظهرت منتجاتهم الخاصة على الموقع. كان برنامج فري يوتيوب داونلود هو أول برنامج ناجح، ثم قامت دي في دي فيديو سوفت بإنشاء وإطلاق العديد من تطبيقات "فري يوتيوب" الأخرى. وفي وقت لاحق، بناءً على طلبات المستخدمين، بدأت دي في دي فيديو سوفت في تطوير أنواع أخرى من التطبيقات بما في ذلك محولات الوسائط وما إلى ذلك. واليوم تقدم دي في دي فيديو سوفت ما يصل إلى 49 برنامجًا مختلفًا لمعالجة الفيديو والصوت والصورة بشكل فردي أو مدمج في حزمة فري ستوديو.

## سمات
يمكن استخدام برامج دي في دي فيديو سوفت يوتيوب لتنزيل مقاطع فيديو يوتيوب بتنسيقها الأصلي وتحويلها إلى تنسيقات AVI أو DVD أو MP4 أو WMV وما إلى ذلك أو تنسيقات صوتية مختلفة. يحتوي قسم يوتيوب على زر مسجل مكالمات فيديو مجاني لسكايب، ولكن البرنامج نفسه غير مضمن في تثبيت FS (يجب تنزيله وتثبيته بشكل منفصل).
يتكون قسم "MP3 والصوت" من البرامج التي تقوم بتحويل ملفات الصوت بين صيغ مختلفة، وتحويل ملفات الصوت إلى فلاش للويب، واستخراج الصوت من ملفات الفيديو، وتحرير ملفات الصوت (فري أوديو دوب)، واستخراج وحرق الأقراص المضغوطة.

## التنسيقات المدعومة

### صيغ الفيديو
الإدخال: .avi، .ivf، .div، .divx، .mpg، .mpeg، .mpe، .mp4، .m4v، .wmv، .asf، webm، .mkv، .mov، .qt،.ts، .mts، .m2t، .m2ts، .mod، .tod، .vro، .dat، .3gp2، 3gpp، .3gp، .3g2، .dvr-ms، .flv، .f4v، .amv، .rm، .rmm، .rv، .rmvb، .ogv، فيديو DVD
الإخراج: .mp4، .wmv، .avi، .mkv، .webm، .flv، .swf، .mov، .3gp، .m2ts، فيديو DVD

### صيغ الصوت
الإدخال: .mp3 .wav، .aac، .m4a، .m4b، .wma، .ogg، .flac، .ra، .ram، .amr، .ape .mka ، .tta، .aiff، .au، .mpc، .spx، .ac3، قرص صوتي مضغوط
الإخراج: .mp3، .m4a، .aac، .wav، .wma، .ogg، .flac، .ape، قرص صوتي مضغوط

### صيغ الصور
الإدخال: .jpg،.png ،.bmp ،.gif ،.tga
الإخراج: .jpg، .png، .bmp، .gif، .tga، .pdf

## استقبال
تم اختبار البرامج واعتمادها من قبل تشيب أونلاين و توكوس وسناب فايلز وبراذرسوفت وسوفتونيك وفازت بجوائز من هذه المواقع. فيما يتعلق بالتركيبة السكانية، يتمتع فري ستوديو بأعلى شعبية في ألمانيا والولايات المتحدة وإيطاليا. كما أنها تحظى بشعبية كبيرة في اليابان وفرنسا والمملكة المتحدة.